# Forest-Fleury
Pour les articles homonymes, voir Forest et Fleury.
Henry-Fleury-Marie-Esther Forest, dit Forest-Fleury ou Forest de Lemps est un graveur à l'eau-forte français, né le 3 février 1843 à Saint-Marcellin et mort le 1er juillet 1898 à Lyon (5e arrondissement).

## Nom
Forest-Fleury a aussi utilisé pour signer ses œuvres le nom de sa mère : de Lemps. Le Bénézit le présente comme Tony Forest-Fleury ou Forest de Lemps Fleury.

## Biographie
Né à Saint-Marcellin en 1843, d'un conservateur des hypothèques, Forest-Fleury travaille dans le domaine de l'énergie. Il installe l'éclairage dans la Maurienne. Il vient ensuite à Lyon et fait de la gravure en amateur.
Il a été directeur et illustrateur des revues lyonnaises L'Art à Lyon et en Provence (1879-1880) et Chronique de France (1889-1890).

## Œuvre
Forest-Fleury a gravé à l'eau-forte des vues de Lyon et des alentours publiées dans des recueils. Il a notamment exposé à Lyon l'Entrée de Lyon par les Étroits en 1866 et aussi fait quelques portraits.

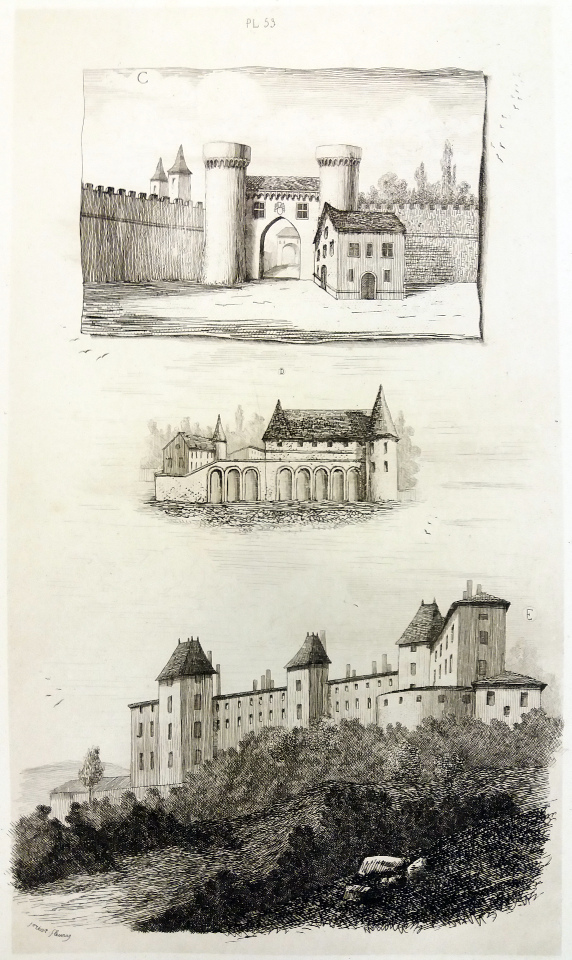
Porte de Saint-Just, Antiquaille et Hospice.
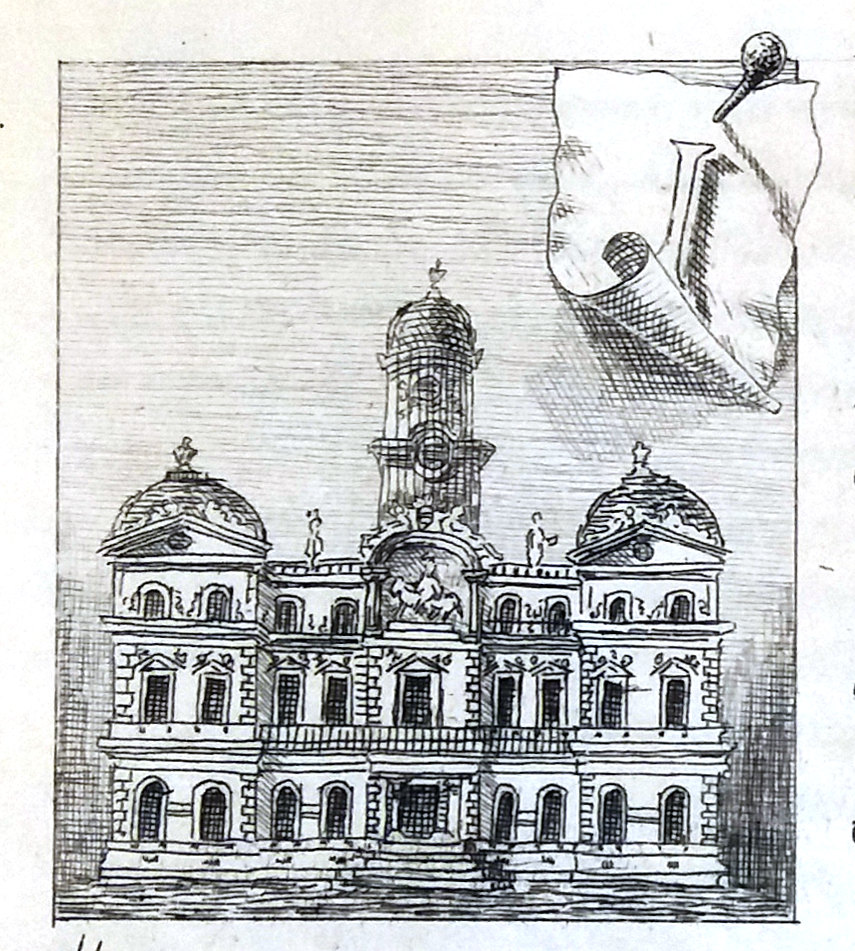
Le monument élevé à la gloire des Enfants du Rhône, illustration pour Hôtel de ville de Lyon.
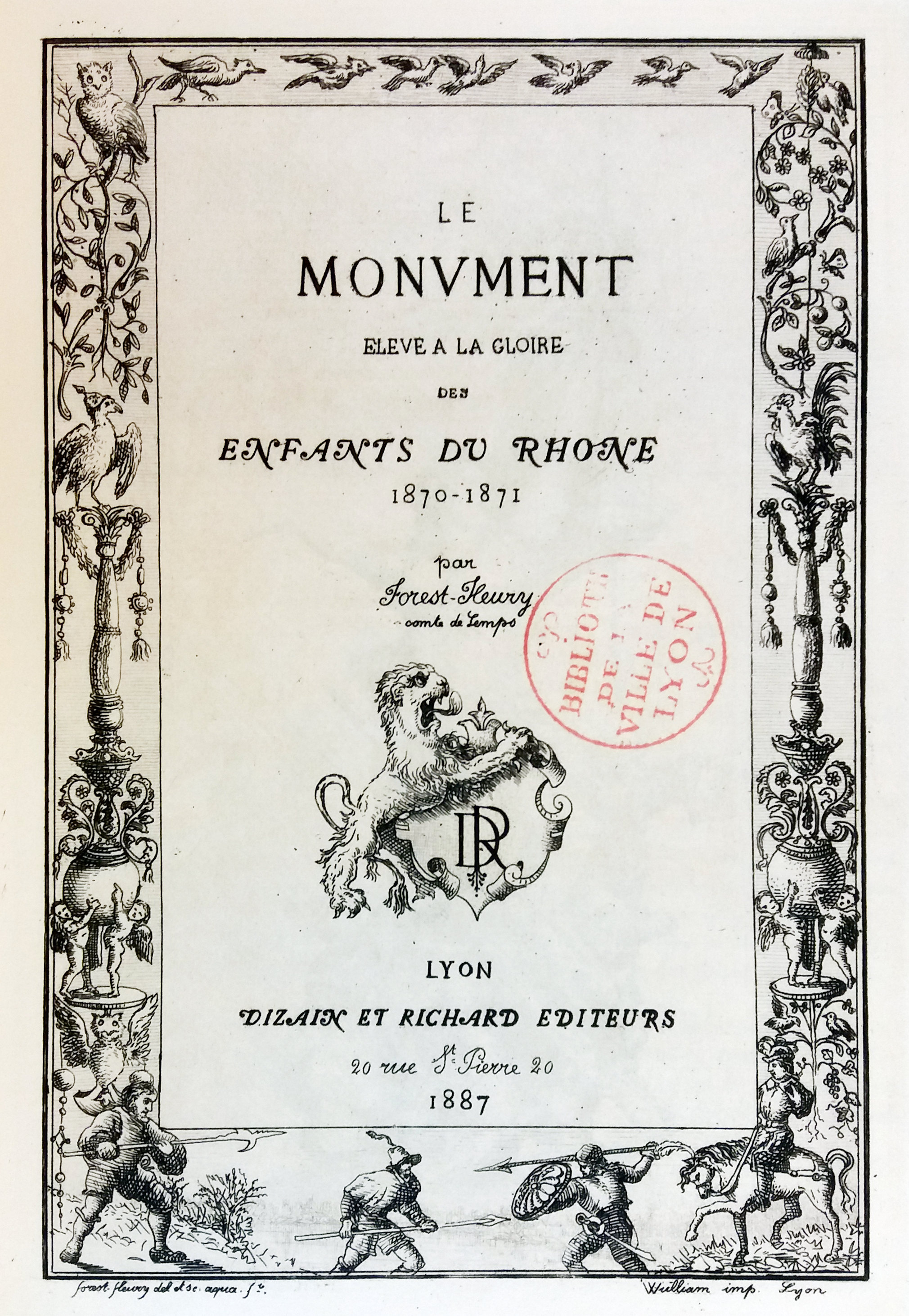
Le Monument élevé à la gloire des enfants du Rhône.

## Publications
- Souvenir d’une excursion pittoresque dans le Querci (1871)
- Vieux Lyon et Lyon moderne (1875) : 105 planches
- Excursion historique, artistique et pittoresque à Lyon : 40 eaux-fortes
- Forest-Fleury comte de Lemps, Le Monument élevé à la gloire des Enfants du Rhône : 1870-1871, Lyon, Dizain et Richard, 1887, 16 p. (lire en ligne).
- Le Vieux Lyon qui s'en va : le quartier Grolée (1890)
- Lyon ancien et moderne (1891)